# Symplocos pochinii
Symplocos pochinii är en tvåhjärtbladig växtart som beskrevs av C. E. C.Fischer. Symplocos pochinii ingår i släktet Symplocos och familjen Symplocaceae. Inga underarter finns listade i Catalogue of Life.